# Augustus Pitt-Rivers

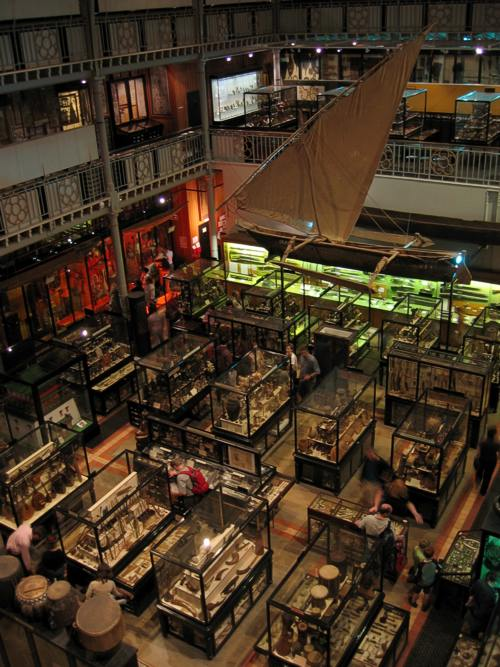
Pitt Rivers Museum interiör.

Augustus Henry Lane Fox Pitt Rivers, född 14 april 1827 i Bramham cum Oglethorpe, Wetherby, Yorkshire, död 4 maj 1900, var en engelsk officer, etnograf och arkeolog.
Pitt-Rivers, som fick avsked ur aktiv tjänst som generallöjtnant 1882, blev intresserad av arkeologi på 1850-talet sedan han hade bedrivit omfattande studier i eldvapnens historia för att förbättra de gevär som användes av brittiska armén. Under hela 1860-talet byggde han upp stora etnografiska samlingar och författade skrifter om primitiv krigskonst, navigation och klassifikationsprinciper. Hans dotter var gift med John Lubbock. 
Trots att Pitt-Rivers var evolutionist var hans främsta syfte som arkeolog att lära sig förstå bestämda fyndplatsers historia. Det gjorde han genom att gräva rätvinkliga schakt, lämna kvar profilbänkar som vittnade om stratigrafin samt minutiöst redovisa fynd i deras stratigrafiska sammanhang. I sina påkostade utgrävningsrapporter betonade han hur nödvändigt det var för arkeologer att publicera en fullständig redogörelse för vad de gjorde, och inte bara det som råkade intressera dem. Pitt-Rivers brukar ofta framställas som en isolerad gestalt, men hans arbeten bebådade en allmän förbättring av standarden i redovisningen av förhistoriska fyndplatser.
Han donerade sina samlingar till Oxfords universitet 1884, vilket blev grunden till det 1886 uppförda Pitt Rivers Museum.